# 小出秀政
小出 秀政（こいで ひでまさ）は、安土桃山時代から江戸時代初期の大名。豊臣家の一門衆。新井白石の『藩翰譜』によれば豊臣秀頼の傅役の1人。和泉岸和田藩初代藩主。出石藩小出家初代。

## 生涯

### 秀吉の側近

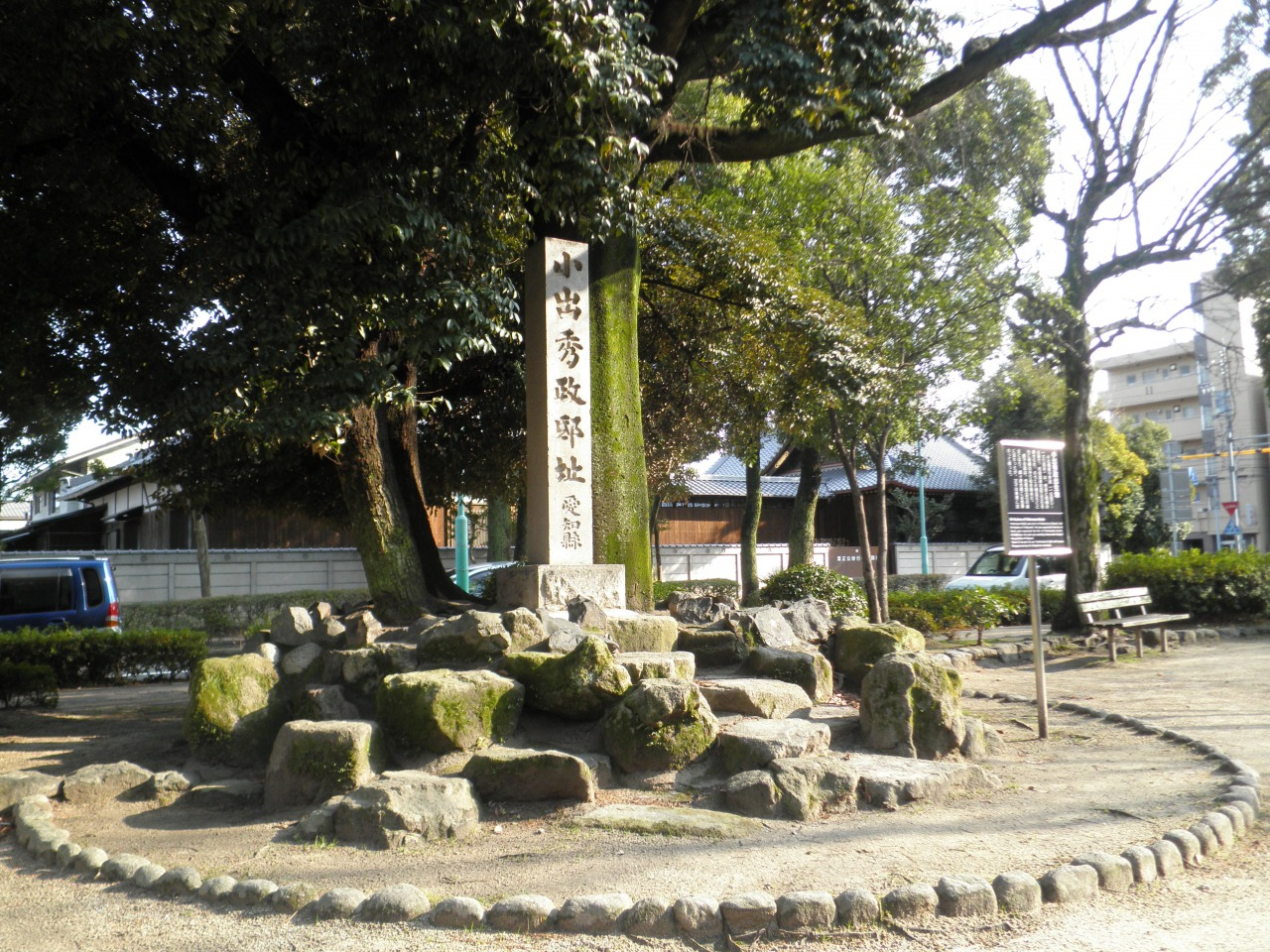
小出秀政出生地（愛知県名古屋市中村区中村）

天文9年（1540年）、尾張国愛知郡中村に、織田家の家臣・小出五郎左衛門正重（政重）の長男として生まれた。小出氏はもとは信濃伊那郡小出氐の庄に住んだことからこれを家号とし、尾張中村に移り住んで「小出」に改めたと伝わる。
豊臣秀吉とは同郷で3歳年下。正室は秀吉の母大政所の妹・栄松院（俗名「とら」）であり、秀政は秀吉の年下の叔父（叔母婿）にあたる。甥の立身に伴ってその家人となった。はじめは甚左衛門を名乗り、秀政の「秀」は秀吉よりの偏諱である。
天正9年（1581年）、蔵奉行の役職にあり、11月25日に妻の化粧料に30石を賜る。
天正10年（1582年）10月22日、播磨国姫路城の留守居とされた。
天正11年（1583年）7月29日、石川光政・伊藤秀盛・戸田勝隆・田中吉次・山田又右衛門と共に、淀城の塀用の資材を調達して大津まで一柳直次に届けさせること、蒲生氏郷が提出した近江日野城の指出帳を監査して報告することが、命じられた。同年8月、加藤清正に宛がわれた3,000石の内、河内国の分を一柳直末が、近江国の分の指出検地を森三右衛門と秀政が担当した。
天正12年（1584年）8月3日、蒲生氏郷の近江日野城から伊勢松ヶ島城への移封に際して、日野において八か条の掟を発令し、秀政と伊藤秀盛が連署して発給した。
同年11月20日、河内国渋川郡久宝寺村の安井定次の請米（年貢）ついて沙汰を、石川光重・伊藤秀盛・秀政・寺沢広政・蒔田久勝・一牛斎能得の6人で裁可。研究者の寺沢光世によると、これが「側近六人衆」の初見という。
天正13年（1585年）、5月に岸和田から中村一氏を近江水口城に移し、7月、秀政に和泉岸和田城の所領が与えられた。『寛政譜』『戦国人名辞典』よれば3万石というが、秀吉朱印状は確認されておらず、この時点の本知は4,000石だったといい、「大名の城主ではなく城代・城番ないし代官だった」。同年10月23日、加藤嘉明が尼崎・西ノ宮から大坂まで城普請用の栗石を運搬してくるのを、秀政・森三右衛門・徳永寿昌で受け取るように命じられる。
天正15年（1587年）2月8日、改易される尾藤知宣の知行の一部である摂津高砂の2,600石の田畑が荒れないようにその管理を命じられた。同年9月24日、嫡男の吉政が和泉国南郡内で6,000石が宛がわれ、小出家で初めて息子が軍役（番方）を勤めるようになった。またこの年、豊臣徳川時代の近世・岸和田城が着工して秀政によって城普請が始められるが、竣工は岡部行隆の時代となった。

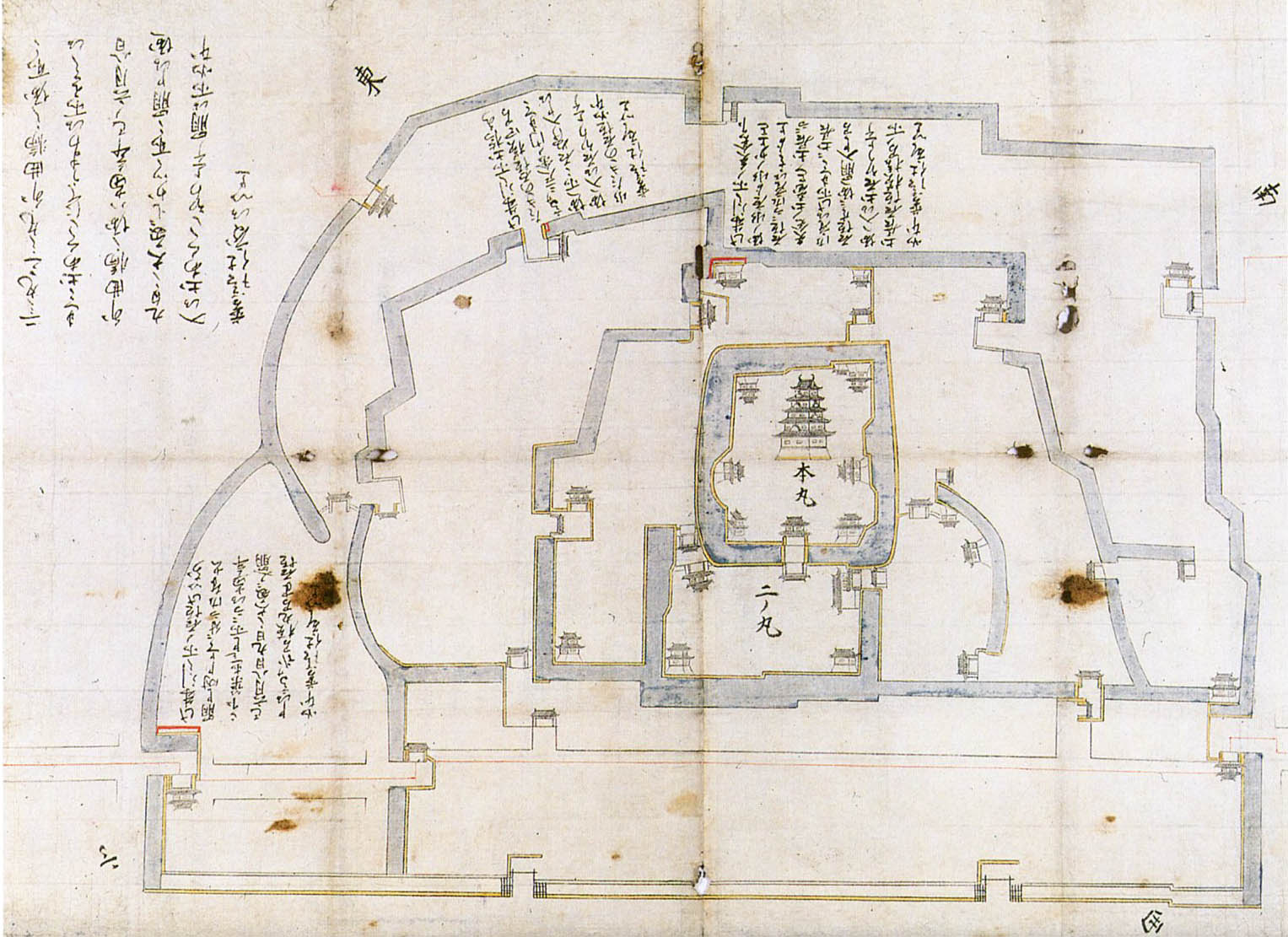
岸和田城絵図

天正16年（1588年）の聚楽第行幸に供奉し、この頃から播磨守を名乗った。文書で確認できないが、従五位下播磨守の叙任もこの頃と推測される。
天正17年（1589年）、丹波亀山城で豊臣秀勝（小吉秀勝）を補佐。
天正18年（1590年）、秀吉の小田原戦役に側近六人衆で従軍して、4月5日、大坂城留守居衆に戦況を報告。
天正19年（1591年）8月3日、秀吉の世嗣鶴松が危篤となり、各社寺に病気平癒の祈祷を命じた文書に、増田長盛・秀政・伊藤秀盛・寺沢広政・石川光重・前田玄以の側近六人衆で連署で署名。同年11月に秀吉の三河吉良での狩猟に随兵した。
天正20年（1592年）3月26日、秀吉が文禄の役で肥前名護屋城に出陣するが、側近六人衆の内、秀政・玄以・光重は大坂留守居で、秀政の名代として吉政が名護屋城に従軍した。
同年7月22日に秀吉の母である大政所が死去し、秀吉は急遽、上方に帰還。秀吉は8月4日に母の菩提を弔うために高野山に剃髪寺（青巌寺）の建立を決めて、聖護院道勝（興意法親王）を名代として登山させ、これに秀政と中村一氏を供奉させた。併せて秀吉は木食応其に剃髪寺の建立ならびに追善供養の費用として米1万石を遣わすと命じ、秀政と一氏が連署した朱印状が発給された。同年9月、木奉行であった寺沢広政が木材を腐らせた件で、秀吉の逆鱗に触れて勘当されたが、これは秀政による讒言だったと『多聞院日記』は書いている。寺沢広政は京都嵯峨に隠棲を強いられ、世嗣の正成（広高）が代わって長崎奉行となった。他方で、大政所の死により、親族代表は秀政から浅野長政に移った。寺沢光世によれば、これにより側近六人衆は解体されたという。
同年10月1日、秀吉は再び名護屋城に出立するが、帥法印歡仲（一牛斎能得）・秀政・松浦重政・石川光重・伊藤秀盛は再び留守居。
文禄3年（1594年）6月5日、和泉国日根郡と南郡内で6,000石を加増され、併せて1万石となった。また同日付けで、木下勝俊の若狭後瀬山城への移封により、吉政も播磨龍野で2万1,520石を加増された。
文禄4年（1595年）正月15日、北政所（高台院）の知行地である摂津欠郡平野庄ほか1万5,672石の蔵入代官に任命された。同年5月、醍醐寺三宝院門主義演によると、この頃に秀政は「大坂町奉行」。同年8月3日、秀次事件で失脚した前野長康に代わって吉政は但馬出石城に移封され、同日、秀政にも2万石が加増されて併せて3万石となって、岸和田城主となった。また、この年に岸和田城の天守閣が着工し、2年後の慶長2年に竣工した。
慶長元年（1596年）、豊臣姓を下賜された。
慶長2年（1597年）7月、平戸の松浦隆信から進上された象の世話を命じられた。
慶長3年（1598年）3月、醍醐の花見のときには北政所（高台院）に田中吉次と共に随伴した。
同年5月頃に秀吉は病に伏せるようになり、7月15日、生前に秀吉の遺産分配があり、秀政は（秀吉の）「御用被仰候衆」の筆頭として、遺物・金子30枚を受領した。これは一門衆の最年長の木下家定と同じ待遇であった。同年8月、秀頼の輔佐を命じられた。また同月14日に大坂城の本丸裏と青屋口の二箇所の門番に任命されている。
『藩翰譜』では、小出秀政と片桐且元の2人が秀吉の枕元に呼ばれて傅役を命じられたとするが、福田千鶴はこれを誤りとする。

### 小出・片桐両輪体制
慶長4年（1599年）正月10日、豊臣秀頼が伏見城から大坂城へ移ったが、その際に大坂城の勤番体制が定められ、秀頼の面前に伺候できるものが、五大老と徳川秀忠・前田利長の7人と五奉行の5人を併せた「長衆」と、用人的役割の「秀頼四人衆」とされる石川光吉（貞清）・石田正澄・石川一宗（頼明）・片桐且元の4人となり、「詰衆」として二番に分かれる31名が指名された。
この秀頼四人衆と小出秀政をもって傅役の5名とすることがあるが、福田によれば、秀政は秀吉の死の直前より、一旦、役方（文官）からは離れて番方（武官）として大坂城の守備の一角を担うことになったので、すぐに傅役を担ったわけではなかった。
また『藩翰譜』では、内府徳川家康と五奉行の抗争が始まると、秀政は病を称して岸和田城に籠もったとあるが、福田はこれを明らかな誤りであるとする。
同年閏3月に奉行衆と同盟関係にあった武断派領袖の前田利家が病死すると、武断派武将による襲撃を受けた石田三成が失脚して佐和山に隠居するという事件が起きたが、これを機に小出秀政が秀頼のもとに出仕するようになった。石田派の石田兄・石川兄弟の3人が牛耳っていた秀頼の用人体制に秀政と且元という2人の徳川派が割り込むことになったので、（石田派の）毛利輝元は国元に苦々しい思いを書き送っている。また、この書状から、秀政と且元は武断派武将の別働隊的な存在で、三成襲撃に合わせて大坂城を占拠して城内の石田派を排除する（襲撃された三成が大坂城内に逃げ込むのを阻止する意図も含めた）役目を担っていたのではないかとする研究者もいる。
同年9月、大坂城西丸から北政所を京都へ追い出し、伏見城から徳川家康がここへ移り住んで亡くなった前田利家の後任となり、三奉行（前田・増田・長束）によって御番と御置目が改められた。同年11月14日に大坂に下向した義演が法案寺を宿坊として秀政から指定されたとき、再び秀政を大坂の「町奉行」と呼んでいて、依然として大坂城下の支配にあたる職掌を継続していたようである。
慶長5年（1600年）正月5日に三奉行が城中法度を定めて、城中御殿が破損した場合には、秀政と且元が大工や掃除坊主を連れていって采配することを定めていて、石田派の3名は排除されて地位を落とした。これにより実質的に小出・片桐両輪体制へ移行した。
関ヶ原役では、次男秀家に兵300を率いさせて家康の上杉征伐に従軍させ、秀政も大坂城留守居で上方の情報を家康に提供するなどしていたが、石田三成らが挙兵すると嫡男の吉政は西軍に与して東軍の細川幽斎の守る丹後国田辺城の攻撃に参加。四男の三尹も西軍として大津城攻めに参加した。
これが戦後に譴責され、小出兄弟は本来ならば重く処罰されるはずであったが、秀家が一人東軍に属して関ヶ原本戦で戦功を挙げる活躍をしたため、秀家に免じて小出氏の所領は安堵された。また、12月、秀頼の取りなして秀政の罪も免れ、引き続き大坂城への出仕も許されることになった。
同じ月、大坂城には家康の家臣である井伊直政と本多正信の2人が残されており「内府様衆」ばかりが幅を利かせて諸事を決定し、「秀頼様衆」の秀政・且元と寺沢正成（広高）の言い分は全く聞き入れてもらえなかったという。しばらくすると寺沢は天草で加増されて転出したので、小出・片桐両輪体制に戻り、五奉行が担っていた算用奉行の役割も引き継いで、秀頼名代としての行動を担うようになった。
慶長6年（1601年）4月、豊国社祭礼（豊国祭礼図屏風）へ出席する秀頼の名代が、徳川家康や京極高次などの秀頼の親族大名から、秀頼の奉公人を名代にする形に変わったので、準備せよという命令が淀殿付きの局である大蔵卿局より伝えられので、秀政はこれを且元に伝えた。同月18日に片桐且元が名代を務めた後は、年に4回ある祭礼に片桐貞隆（且元弟）と秀政がほぼ交互に名代として出て、秀政は死の2ヶ月前まで計5回名代を務めた。
このように秀吉の叔父である小出秀政は秀頼を支えるブレーンの1人として重要な役割を担っていたが、慶長9年（1604年）3月22日に没した。享年65。後任には片桐貞隆や大野治長らに担われた。
秀政の亡骸は京都の本圀寺に葬られ、法名は本光院陽雲日政大居士。 遺領の和泉岸和田城は吉政が継ぎ、吉政の但馬出石城は、吉政の嫡男である孫の吉英が継いだ。妻の「とら」は、夫よりも年長だったが、秀政よりも長命で、慶長13年（1608年）12月13日に没した。法号は栄松院日寿。

## 系譜
- 父：小出正重（政重）
- 母：某氏

- 正室：栄松院（大政所の妹）
  - 長男：小出吉政（1565-1613）
  - 次男：小出秀家（1567-1603）
- 側室：安宅氏
  - 五男：小出重堅[注釈 2]（1593-1669）
- 側室：某氏（複数）
  - 三男：日充[注釈 1]（1584-1610）
  - 四男：小出三尹（1589-1642） - 嫡流ともいう
  - 六男：小出秀清[注釈 3]（?-1609）
  - 長女：友松甚四郎室